# ستيفانو لومباردي
ستيفانو لومباردي (بالإيطالية: Stefano Lombardi)‏ (28 يوليو 1976 بوردينوني إيطاليا - ) هو لاعب كرة قدم إيطالي، يلعب كمدافع، لعب 150 مباراة وسجل 3 أهداف.

## مسيرته

### مسيرته مع الأندية
- 1992 - 1995 لعب مع نادي تريفيزو 22 مباراة سجل خلالها هدف.
- 1995 - 1996 لعب مع نادي بولونيا مباراتين.
- 1997 - 1998 لعب مع نادي جنوى 19 مباراة سجل خلالها هدف.
- 1998 - 1999 لعب مع نادي لاتسيو 4 مباريات.
- 1999 - 2000 لعب مع نادي نابولي 19 مباراة.
- 2001 - 2001 لعب مع نادي بيروجيا 3 مباريات.
- 2002 - 2004 لعب مع نادي أنكونا 17 مباراة.
- 2004 - 2005 لعب مع نادي كاتانيا 15 مباراة سجل خلالها هدف.
- 2005 - 2006 لعب مع نادي أريتسو 35 مباراة.
- 2007 - 2007 لعب مع نادي أسكولي 10 مباريات.
- 2007 - 2009 لعب مع نادي مودينا 4 مباريات.